# Полонгера
Полонгера (итал. Polonghera) је насеље у Италији у округу Кунео, региону Пијемонт.
Према процени из 2011. у насељу је живело 1128 становника. Насеље се налази на надморској висини од 248 м.

## Становништво
Према резултатима пописа становништва 2011. у општини је живело 1.193 становника.
| 1931. | 1936. | 1951. | 1961. | 1971. | 1981. | 1991. | 2001. | 2011. |
| ----- | ----- | ----- | ----- | ----- | ----- | ----- | ----- | ----- |
| 1.407 | 1.426 | 1.296 | 1.177 | 1.216 | 1.189 | 1.267 | 1.138 | 1.193 |

## Партнерски градови
- Mondavezan